# Metán Viejo
Metán Viejo es una localidad argentina de la provincia de Salta, en el departamento Metán.
Se encuentra sobre la Ruta Nacional 34 a unos 2 km al sur de la ciudad de San José de Metán, y a su vez, a unos 7,5 km al sursudeste de Metán Viejo se encuentra la célebre Posta de Yatasto.

## Historia
El origen del actual paraje de Metán Viejo se remonta al año 1666, cuando el entonces gobernador colonial tucumano y posterior marqués Alonso de Mercado y Villacorta, erigió una fortaleza y un pueblo indígena al que llamó Metán, luego de haber vencido definitivamente a los calchaquíes en la tercera guerra homónima.
Metán recibió a los pobladores de Esteco Nueva luego del terremoto que destruyó la ciudad el 13 de septiembre de 1692, según lo que expresaba el historiador salteño Mariano de Zorreguieta.
El mandato del citado Mercado terminaría en 1670, por lo cual sería sucedido por Ángel de Peredo. El gobernador Juan de Zamudio que había asumido a finales de 1696, lo reconstruyó en 1700 para poder defender el camino real de Charcas a Tucumán contra la hostilidad de los tonocotés, y cesaría en el gobierno en 1702.

## Población
Contaba con 446 habitantes (Indec, 2001), lo que representa un descenso del 8,2% frente a los 486 habitantes (Indec, 1991) del censo anterior.

## Sismicidad
La sismicidad del área de Salta es frecuente y de intensidad baja, y un silencio sísmico de terremotos medios a graves cada 40 años